# Peperomia blackii
Peperomia blackii är en pepparväxtart som beskrevs av Truman George Yuncker. Peperomia blackii ingår i släktet peperomior, och familjen pepparväxter. Inga underarter finns listade i Catalogue of Life.